# Jan Willem Schaap

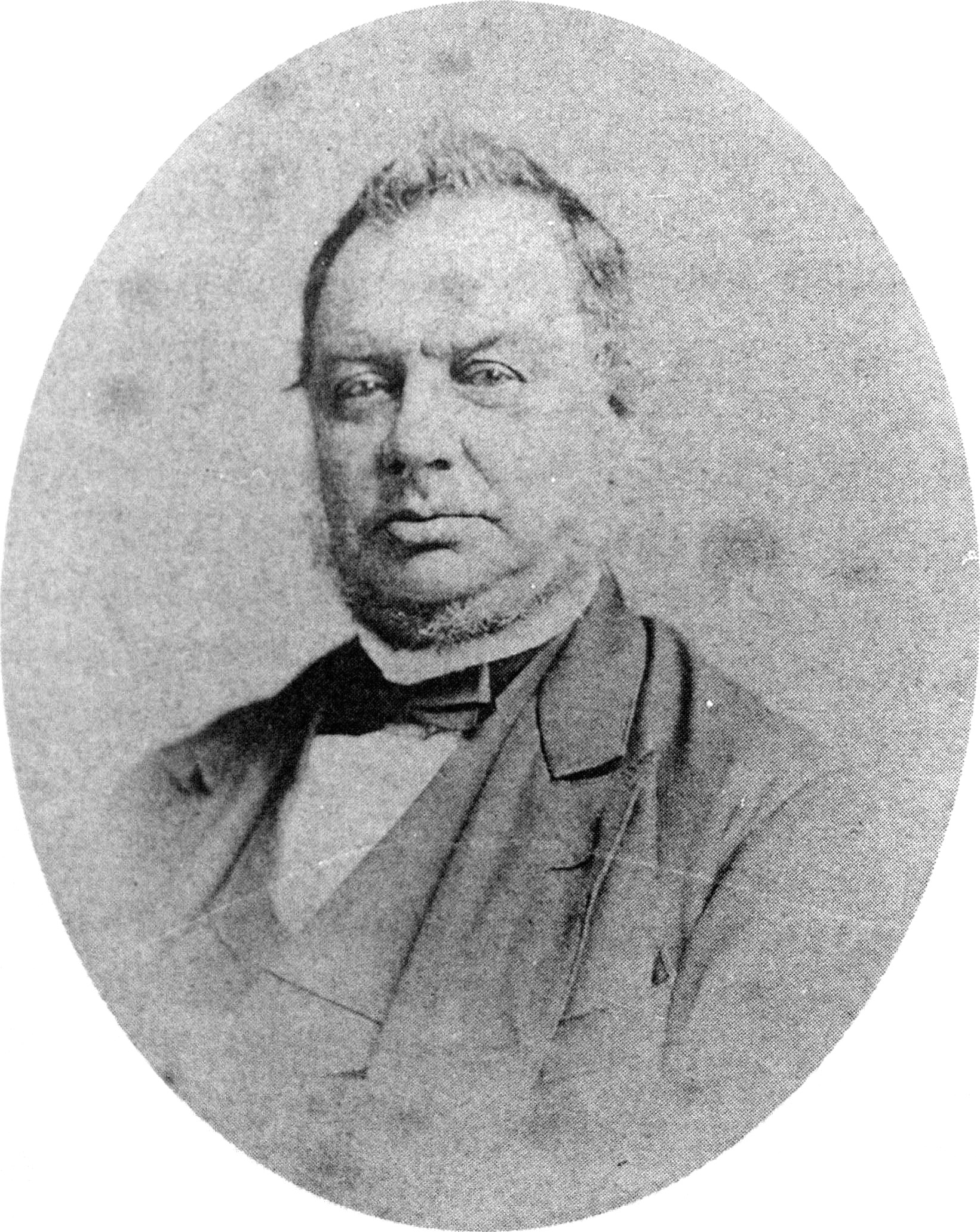
Portret van J.W. Schaap

Jan Willem Schaap (Leiden, 28 augustus 1813 - aldaar, 13 februari 1887) was een Nederlands architect. Schaap was in eerste instantie opgeleid als timmerman en heeft zich via krullenjongen en werkgezel opgewerkt tot architect. Eerst als opzichter van de Universiteitsgebouwen en daarna, vanaf 1863 als stadsarchitect van Leiden. Deze functie zou hij tot 1884 bekleden. Schaap beperkte zich in zijn ontwerpen niet tot een specifieke bouwstijl. Zo zijn er creaties van zijn hand met neoclassicistische, eclectische en neogotische kenmerken aan te wijzen. Hoewel een aanzienlijk aantal van zijn bouwwerken gesloopt is, zijn er vooral in Leiden nog door hem ontworpen gebouwen aanwezig, waaronder de Leidse Schouwburg, waarschijnlijk het hoogtepunt van zijn oeuvre.

## Biografie
Schaap vestigde zich in 1835 als zelfstandig timmermanswerkbaas in Leiden. Twee jaar later trouwde hij op 14 september met Hendrica Pikaar. Samen kregen zij één dochter: Adriana Hendrica Schaap werd op 15 september 1838 geboren. Ondertussen liet Schaap zich met privélessen bijscholen tot architect. Hij kreeg onderricht van onder anderen de toenmalige stadsbouwmeester Salomon van der Paauw, die hij later op zou volgen. Vanaf 1833 begon Schaap ook zelf les te geven. In dat jaar werd hij aangesteld als hulponderwijzer bij het Genootschap Mathesis Scientiarum Genitrix (wiskunde is de grondlegger der wetenschappen). Dit Leidse genootschap werd in 1785 opgericht en verzorgde voor een belangrijk deel het wiskundeonderwijs aan Leidse leerlingen. Binnen deze instelling maakte Schaap snel carrière. In 1837 was hij onderwijzer, in 1838 hoofdonderwijzer en in 1843 hoofd van de bouwkundige school. Hij zou een groot deel van zijn leven aan het genootschap verbonden blijven. Schaap was een belezen persoon. Hij bezat een uitgebreide collectie architectuurtraktaten van onder anderen Vitruvius, Serlio, Scamozzi en Vignola. Ook publiceerde hij zelf een tweetal werken ten behoeve van het bouwkundig onderwijs. In 1868 richtte hij de Leidse afdeling van de Maatschappij tot Bevordering der Bouwkunst op. 
J.W. Schaap ligt begraven op de Begraafplaats Groenesteeg in Leiden.

## Werkzaamheden

### Aan de Leidse Universiteit
Kort na zijn aanstelling als opzichter van de Universiteitsgebouwen ondernam hij samen met de toenmalige bibliothecaris van de Universiteitsbibliotheek, Willem Pluygers, een studiereis door Europa om de inrichting van verschillende bibliotheken te bestuderen. Deze reis bracht hen onder andere in de Reading Room van het British Museum, waar de kapconstructie bestudeerd werd.  Dit alles leidde tot de bouw van twee moderne universiteitsbibliotheken, die van Leiden in 1862 en die van Groningen in 1864. Schaap paste hier nieuwe constructies en materialen toe, zoals ijzeren trappen en vloeren.

### Stadsarchitect van Leiden
In 1863 werd Schaap aangesteld als stadsarchitect. Een van de eerste plannen die hij in zijn nieuwe functie ontwikkelde, was de herinrichting van de zogenaamde Grote ruïne, de kale vlakte ten zuiden van het Steenschuur, die al sinds de Leidse buskruitramp braak lag. De meeste van zijn herbouwplannen werden niet verwezenlijkt. Uiteindelijk werd het terrein ingericht als het Van der Werfpark en ontwierp Schaap pas aan het eind van zijn loopbaan, in 1883, twee schoolgebouwen aan de buitenranden: het gymnasium aan de oostrand (Doezastraat) en de HBS voor meisjes aan de westkant.
Schaap had daaraan voorafgaand al een groot aantal andere schoolgebouwen ontworpen. Als een gevolg van de Wet op het Lager Onderwijs breidde het aantal scholen in Leiden in een paar jaar sterk uit. De wet verplichtte gemeentebesturen om voor voldoende scholen te zorgen. Hierbij werd niet alleen rekening gehouden met het aantal leerlingen maar ook met de verschillende standen. Er was behoefte aan schoolgebouwen voor onvermogenden, minvermogenden, de middenstand en de hogere klassen. Schaap ontwierp uiteindelijk vijf lagere en drie middelbare scholen voor de gemeente Leiden.
Als stadsarchitect hield Schaap zich niet alleen bezig met het ontwerpen van bouwwerken ten behoeve van de gemeente maar ook met de infrastructuur en verbeteringen van de gemeentelijke voorzieningen. In 1866 deed hij, naar aanleiding van een cholera-epidemie die niet minder dan 881 doden eiste, in een nota zijn plannen uit de doeken om een groot aantal grachten te dempen en riolering aan te leggen. Veel van deze "overtollige dwarsgrachten" leken volgens Schaap namelijk op "door verdunde beer gevulde open riolen". Hoewel niet alle grachten volgens zijn plan gedempt werden (het Rapenburg niet bijvoorbeeld) heeft de uitvoering een grote invloed gehad op het aanzien van de stad. Vanaf 1871 werden in Leiden, mede op initiatief van Schaap, proeven gehouden met het Liernurstelsel. Het systeem bleek uiteindelijk echter te kostbaar en werd niet volledig aangelegd. Ook bij de verbetering van de drinkwatervoorziening speelde Schaap een rol. Vanaf 1878 werd door de Leidsche Duinwater Maatschappij duinwater door pijpleidingen naar Leiden gevoerd. De introductie van de paardentram in 1877 werd ook mede door de stadsarchitect bewerkstelligd.

## Bouwwerken
| Naam | Bouwjaar    | Adres                             | Plaats    | Bijzonderheden | Afbeelding |
| --- | ----------- | --------------------------------- | --------- | --- | ---------- |
| Gebouw van de Maatschappij tot Nut van 't Algemeen                                                         | 1850        | Steenschuur 21 en Langebrug 64-66 | Leiden    | |            |
| Nieuwe sociëteit (Vrouwenverdriet)                                                                         | 1850        | Langebrug                         | Leiden    | gesloopt in 1887 |            |
| Bedrijfspand van de firma Sijthoff                                                                         | 1852        | Doezastraat 3                     | Leiden    | In 1908 vervangen door het huidige Sijthoffgebouw |            |
| Woonhuis                                                                                                   | 1856        | Rapenburg 26                      | Leiden    | Verbouwing van een achttiende-eeuws huis |            |
| Buitensociëteit Amicitia                                                                                   | 1859        | Steenstraat 2                     | Leiden    | Afgebroken in 1932 |            |
| Schoolgebouw van de Kweekschool voor Zeevaart                                                              | 1859        | Noordeinde                        | Leiden    | Afgebroken |            |
| Evangelisch-Luthers wees- en oudeliedenhuis                                                                | 1859-1860   | Middelweg 38                      | Leiden    | |            |
| Lokhorstkerk                                                                                               | 1859-1860   | Pieterskerkstraat 1               | Leiden    | Verbouwing van het interieur van de zeventiende-eeuwse schuilkerk |            |
| Gymnastiekschool                                                                                           | 1861        | Pieterskerkgracht 5 en 7          | Leiden    | |            |
| Kosterswoning Lutherse Kerk                                                                                | 1861        | Hooglandsekerkgracht 28           | Leiden    | |            |
| Coninckshofje                                                                                              | 1861        | Oude Vest 15                      | Leiden    | Uitbreiding van dit hofje uit 1773 met drie woningen |            |
| Drie woningcomplexen                                                                                       | 1862        | Ververstraat                      | Leiden    | |            |
| Universiteitsbibliotheek Leiden                                                                            | 1862-1870   | Rapenburg 70-74                   | Leiden    | Vervangen door nieuwbouw in 1916 |            |
| Universiteitsbibliotheek Groningen                                                                         | 1864        |                                   | Groningen | Vervangen door nieuwbouw in 1919 |            |
| Plantsoenschool - School voor minvermogenden                                                               | 1865        | 4e Binnenvestgracht               | Leiden    | |            |
| Leidse Schouwburg                                                                                          | 1865        | Oude Vest 43                      | Leiden    | Schaap brak de bestaande schouwburg uit 1705 behoudens de toneeltoren af om zijn eigen ontwerp te realiseren                                                               |            |
| HBS voor jongens                                                                                           | 1866        | Pieterskerkgracht 13              | Leiden    | Afgebroken in 1969 |            |
| Behuizing voor officieren van de Kweekschool voor Zeevaart (van 1922 tot 2009 in gebruik als schoolgebouw) | 1866        | Noordeinde 1-3                    | Leiden    | Noordeinde 3 is goeddeels afgebroken |            |
| Pakhuis | ca. 1870    | Nieuwe Rijn 71                    | Leiden    | Toegeschreven aan J.W. Schaap |            |
| Inrichting van de Lakenhal tot Stedelijk Museum                                                            | ca. 1870-74 | Oude Singel 32                    | Leiden    | |            |
| Boommarktschool - Meisjesschool voor de hogere klasse (Webster University)                                 | 1870        | Boommarkt 1                       | Leiden    | |            |
| Stadsgehoorzaal Leiden                                                                                     | ca. 1871    | Breestraat 60                     | Leiden    | Afgebrand in 1889 |            |
| Aalmarktschool - Jongensschool voor de hogere klasse                                                       | 1874        | Aalmarkt 9                        | Leiden    | Schaap voegde een eerste verdieping toe aan een bestaand gebouw, ontworpen door Salomon van der Pauw. Afgebroken in 2007, waarbij in 2009 de gevel opnieuw opgebouwd werd. |            |
| Sociëteit Musis Sacrum                                                                                     | 1871        | Plantsoen                         | Leiden    | Gesloopt in 1929 |            |
| School voor minvermogenden                                                                                 | 1873        | Van der Werfstraat                | Leiden    | Afgebroken |            |
| Watertoren (Katwijk)                                                                                       | 1877        | Cantineweg 19a                    | Katwijk   | Technisch gedeelte ontworpen door C.J. van Spall. |            |
| School voor minvermogenden                                                                                 | 1878        | Nieuwe Mare 6                     | Leiden    | Gesloopt in de jaren zestig |            |
| Stedelijk Gymnasium                                                                                        | 1883        | Doezastraat 2a                    | Leiden    | |            |
| HBS voor meisjes                                                                                           | 1883        | Garenmarkt 1a                     | Leiden    | |            |